# Ghostbusters: Legacy
Ghostbusters: Legacy (Originaltitel Ghostbusters: Afterlife) ist eine US-amerikanische Science-Fiction-Fantasy-Komödie und die Fortsetzung von Ghostbusters – Die Geisterjäger (1984) und Ghostbusters II (1989). Gil Kenan schrieb das Drehbuch mit Jason Reitman, der auch Regie führte. Der Film sollte ursprünglich im Sommer 2020 in die Kinos kommen, der Kinostart wurde jedoch wegen der COVID-19-Pandemie-Sicherheitsmaßnahmen auf den 18. November 2021 verschoben.

## Handlung
Der ehemalige Ghostbuster Egon Spengler hat seine Familie und Freunde verlassen und sich vor Jahren aufs Land zurückgezogen. Bei dem Versuch, einen Geist aus einer alten Mine zu locken und zu fangen, versagt die Falle im entscheidenden Moment und er wird von einem Dämon getötet.
Ungefähr zur gleichen Zeit muss seine Tochter Callie aus Geldmangel ihre Wohnung in Chicago räumen. Deshalb zieht die alleinerziehende Mutter mit ihren Kindern Trevor und Phoebe auf das extrem sanierungsbedürftige Anwesen in Summerville, Oklahoma, das sie von Egon geerbt hat. Dort nimmt Trevor einen Job in einem Schnellrestaurant an, wo er mit Lucky, seiner Kollegin, flirtet. Phoebe freundet sich unterdessen an der Schule mit ihrem Mitschüler „Podcast“ an und stellt fest, dass es in dem Haus ihres Großvaters spukt.
Die zwölfjährige Phoebe, die sich sehr für Wissenschaft und Technik interessiert, entdeckt im Haus eine Geisterfalle, die Egon kurz vor seinem Tod versteckt hat, und zeigt sie ihrem neuen Lehrer, Mr. Grooberson. Dieser untersucht gerade eine Reihe von Erdbeben in Summerville, für die es keine natürliche Ursache zu geben scheint. Beim Öffnen der Falle entkommt der Geist und kehrt zur Mine zurück, wo sich gerade auch Trevor und Lucky befinden. Die Mine gehörte einst Ivo Shandor, dem Architekten des Gebäudes in New York, auf dessen Dach die Ghostbusters 1984 die Gottheit Gozer besiegten und so den Untergang der Welt abwendeten. Im Inneren der Mine befinden sich die Jahrtausende alten Ruinen, die Shandor zum Vorbild genommen hatte.
Phoebe und Podcast finden mithilfe des Spukgespenstes, das sich zum Schluss als Egon herausstellt, weitere Apparaturen ihres Großvaters, darunter ein Proton-Pack. Als die beiden einen blauen, rundlichen Geist namens Muncher entdecken, der sich von Metall ernährt, machen sie Jagd auf ihn, unterstützt von Trevor, der mittlerweile ECTO-1, den alten Einsatzwagen der Ghostbusters, wieder zum Laufen gebracht hat. Es gelingt dem Trio, den dicken, metallfressenden Geist zu fangen, allerdings verwüsten sie während der wilden Verfolgungsjagd die halbe Innenstadt von Summerville, weshalb die Jugendlichen wegen Sachbeschädigung im Gefängnis landen. Die mitgeführten Gerätschaften und das Auto werden von der Polizei beschlagnahmt. Derweil haben sich Callie und Mr. Grooberson zum Essen getroffen. Die beiden holen die Kinder ab.
Gozer wählt Callie und Mr. Grooberson als neue Schlüsselmeister und Torwächter aus und schickt seine dämonischen Hunde nach ihnen. Die Kinder gehen mithilfe Egons Aufzeichnungen dem Ursprung der Beben nach, der mitten in der Mine liegt. Dort hat Egon Protonenstrahler aufgebaut, die den Ausbruch einer Armee von Geistern aus einem tiefen Schacht in regelmäßigen Abständen verhindern sollen, was bei jedem Zurückdrängen heftige Beben verursacht. Auf diese Weise hat er Zeit gewonnen, um sein Farmhaus in eine riesige Falle zu verwandeln und sich so auf Gozers Rückkehr vorzubereiten. Die Kinder kehren zum Haus zurück, wo der Torwächter mittlerweile von Callie Besitz ergriffen hat. Mr. Grooberson, der vom Schlüsselmeister besessen ist, geht zur Mine und sabotiert Egons Falle, um die Geister freizulassen, die jetzt über Summerville herfallen. Er vereint sich mit Callie/dem Torwächter, um Gozers Ankunft vorzubereiten.
Die Kinder stehlen mit Luckys Hilfe das Equipment aus der Polizeiwache und fahren zur Mine, um Egons Plan umzusetzen. Sie fangen den Hundedämon, der von Callie Besitz ergriffen hat, mit einer Geisterfalle ein und fliehen mit ihr zum Farmhaus, wohin ihnen Gozer folgt. Als die Falle erneut versagt, tauchen Peter Venkman, Winston Zeddemore und Ray Stantz, den Phoebe von der Polizeiwache aus benachrichtigt hatte, auf und unterstützen sie und die anderen beim Einfangen von Gozer. Auch Egon, der mittlerweile ektoplastische Form angenommen hat, hilft ihnen. Schließlich gelingt ihnen das Aktivieren der Falle. Callie versöhnt sich mit ihrem Vater, bevor dieser ins Jenseits übergeht.
Während und nach dem Abspann erfährt man mehr darüber, was aus den ursprünglichen Geisterjägern geworden ist: Peter lehrt an einer Universität PR und Marketing, Ray führt seinen Buchladen Ray’s Occult weiter und Winston, mittlerweile ein erfolgreicher Geschäftsmann, kauft die alte Ghostbusters-Zentrale zurück und lässt dort ECTO-1 restaurieren. Dort steht immer noch der Verbannungscontainer, an dem ein rotes Warnlicht blinkt.

## Produktion

### Entstehung
Im Laufe der Jahrzehnte nach Ghostbusters II wurden Bill Murray Drehbuchentwürfe für eine Fortsetzung vorgelegt, die ihm jedoch missfielen. Die Handlung des nicht realisierten Films Ghostbusters III: Hellbent von Dan Aykroyd und Tom Davis sah vor, die Ghostbusters in die Hölle zu führen. Lee Eisenberg und Gene Stupnitsky wollten Venkman selbst zum Geist werden lassen.
Unter dem Drehbuchautor Etan Cohen wurde Bill Murrays Beteiligung schließlich optional, und der Film sollte Ghostbusters: Alive Again heißen. Kurz nach dem grünen Licht für den Produktionsstart (Greenlighting) starb jedoch Harold Ramis und die Idee wurde verworfen.
Weil die Neuverfilmung Ghostbusters: Answer the Call floppte, entschied man sich, die ursprüngliche Zeitleiste fortzusetzen. Der Film wurde seit dem Jahr 2016 unter dem Arbeitstitel Rust City vorbereitet, benannt nach der Selen-Mine.
Entertainment Weekly meldete am 15. Januar 2019, dass Jason Reitman bei dem neuen Film Regie führen würde. Das Budget sollte deutlich unter 100 Millionen US-Dollar liegen. Variety bezifferte es auf 75 Millionen US-Dollar. Gedreht wurde von Juli bis Oktober 2019, hauptsächlich im kanadischen Calgary. Am 11. August 2021 wurde die Post-Credit-Szene in Los Angeles nachgedreht. Jason Reitman arbeitete eng mit seinem Vater Ivan Reitman zusammen.
Die erste Schnittfassung dauerte 2 Stunden und 56 Minuten. Ursprünglich hatte Annie Potts eine größere Rolle gespielt, die Szenen wurden jedoch geschnitten.

### Besetzung
Sarah Abbott aus der Black-Mirror-Episode Arkangel hatte für die Rolle von Phoebe vorgesprochen. Mckenna Grace, Finn Wolfhard und Carrie Coon wurden im März 2019 als Schwester und Bruder mit ihrer alleinerziehenden Mutter besetzt. Wolfhard war sich unsicher, ob er die Rolle bekommen würde, da er bereits in der zweiten Staffel von Stranger Things als Ghostbuster verkleidet auftrat.
Am 27. Juni 2019 teilte Paul Rudd ein Video auf den offiziellen Social-Media-Konten von Ghostbusters, in dem er sein Casting für den Film bekannt gab.
Die Newcomer Celeste O’Connor und Logan Kim wurden im Juli 2019 als Besetzung angekündigt. Darüber hinaus wurde bestätigt, dass Bill Murray, Dan Aykroyd, Ernie Hudson, Sigourney Weaver und Annie Potts ihre Rollen aus den ersten beiden Ghostbusters-Filmen wieder aufnehmen würden.
Harold Ramis tritt posthum als Dr. Egon Spengler mit Archivszenen und Fotos aus dem ersten Film von 1984 auf. Die Performance-Aufnahmen übernahm Bob Gunton, sein Gesicht wurde durch ein digitales Bild von Ramis ersetzt. Diesbezügliche Überlegungen gab es bereits im Jahr 2017 und wären ohne die Zustimmung von Ramis’ Witwe und seinen Kindern nicht umgesetzt worden. Den digitalen Egon erstellte die Moving Picture Company (MPC).
Gozer wurde von Olivia Wilde gespielt und in der Geisterform von Emma Portner. Dan Aykroyds Tochter Stella hat eine kleine Rolle als Deputy Medjuck.

### Musik
Die Musik-Partitur zu Ghostbusters: Legacy wurde von Rob Simonsen komponiert und von William Ross und Anthony Parnther dirigiert. Simonsen beschäftigte sich mit Elmer Bernsteins Filmmusik zu Ghostbusters – Die Geisterjäger und wandte sich an Elmers Sohn Peter Bernstein. Dieser gab ihm Ratschläge zur Orchestrierung und Verwendung der alten Filmmusik.
Simonsen nutzte das Ondes Martenot, gespielt von Cynthia Millar, die das gleiche Instrument auch in Bernsteins 1984er Partitur spielte. Eine Soundtrack-CD wurde am 19. November 2021 veröffentlicht.
Ghostbusters von Ray Parker, Jr. ist im Abspann des Films zu hören, Haunted House, geschrieben und gesungen von Mckenna Grace, ebenfalls. Weitere Lieder im Film sind The Clapping Song von Shirley Ellis, Baby It’s You von The Shirelles, Can You Get to That von Funkadelic und Boredom der Buzzcocks.

## Synchronisation
Die deutschsprachige Synchronisation entstand bei der Iyuno-SDI Group Germany in Berlin unter dem Dialogbuch von Tobias Neumann und der Dialogregie von Elisabeth von Molo. Während die Rollen von Bill Murray und Dan Aykroyd mit stimmähnlichen Sprechern neubesetzt wurden, erhielten Ernie Hudson und Annie Potts ihre Originalstimmen sowie Sigourney Weaver ihre Feststimme. Zudem sind Asad Schwarz und Daniela Reidies in Rückblenden bzw. Archivmaterial von Harold Ramis und Potts zu hören.
| Rolle                    | Schauspieler                  | Synchronsprecher                        |
| ------------------------ | ----------------------------- | --------------------------------------- |
| Phoebe Spengler          | Mckenna Grace                 | Valentina Bonalana                      |
| Trevor Spengler          | Finn Wolfhard                 | Oliver Szerkus                          |
| Podcast                  | Logan Kim                     | Theodor Genschow                        |
| Callie Spengler          | Carrie Coon                   | Anna Carlsson                           |
| Gary Grooberson          | Paul Rudd                     | Norman Matt                             |
| Dr. Peter Venkman        | Bill Murray                   | Thomas Nero WolffArne Elsholtz 1        |
| Dr. Raymond „Ray“ Stantz | Dan Aykroyd                   | Bernd EggerThomas Danneberg 1           |
| Winston Zeddemore        | Ernie Hudson                  | Jürgen Kluckert                         |
| Dana Barrett             | Sigourney Weaver              | Karin Buchholz                          |
| Janine Melnitz           | Annie Potts                   | Philine Peters-ArnoldsDaniela Reidies 2 |
| Sheriff Domingo          | Bokeem Woodbine               | Torsten Michaelis                       |
| Lucky Domingo            | Celeste O’Connor              | Daniela Molina                          |
| Ladenbesitzer            | Tracy Letts                   | Hans Bayer                              |
| Dr. Egon Spengler        | Harold Ramis (Archivmaterial) | Asad Schwarz 2Hubertus Bengsch 1        |
| Ivo Shandor              | J. K. Simmons                 | Jan Spitzer                             |
| Gozer der Gozerianer     | (Shohreh Aghdashloo)          | Katy Karrenbauer                        |

## Rezeption

### Veröffentlichung
Am 16. Januar 2019 wurde ein Teaser veröffentlicht und am 9. Dezember 2019 der erste Trailer. Der Film sollte ursprünglich am 10. Juli 2020 in die US-Kinos kommen und in Deutschland am 13. August 2020 starten. Wegen der COVID-19-Pandemie wurde der Kinostart zunächst auf März 2021, später auf den 11. Juni und schließlich auf den 11. November 2021 verschoben. Im September 2021 wurde der US-Kinostart auf den 19. November 2021 verlegt. An diesem Datum sollte ursprünglich Top Gun: Maverick anlaufen.
Ein zweiter Trailer wurde am 27. Juli 2021 veröffentlicht. Der Film wurde unangekündigt am 23. August 2021 während der CinemaCon in Los Angeles gezeigt, einer Messe für Kinobesitzer. Eine weitere überraschende Aufführung fand am 8. Oktober 2021 auf der New Yorker Comic Con statt. Ab dem 20. Oktober 2021 wurde der dritte Trailer gezeigt und der finale Trailer am 8. November 2021.

### Kritiken
JoBlo bewertete den Film als „von Anfang bis Ende verdammt unterhaltsam“. Empire vergab 4 von 5 Sternen. Scott Menzel von We Live Entertainment nennt ihn „einen der größten und besten Filme des Jahres“. Kritisiert wurden vor allem der hohe Nostalgie-Pegel und die starken Anleihen an den ersten Film.

„Eine liebevolle Verbeugung vor dem Original.“

„Ghostbusters: Legacy bringt Nostalgie, Tränen und neues Leben ins Franchise“

„Ein ungemein charmantes und sauunterhaltsames Familien-Fantasy-Abenteuer, das […] tatsächlich zu Herzen geht.“

„Beschämend flacher aufgewärmter Mischmasch“

### Ehrungen
Ghostbusters: Legacy schaffte es auf die Oscar-Shortliste in der Kategorie für die besten visuellen Effekte, aber nicht unter die endgültigen 5 Nominierungen. Der Ton und die visuellen Effekte wurden für einen BAFTA Award nominiert. Das Szenenbild wurde vom Art Directors Guild für den Excellence in Production Design Award nominiert. Die Preise gingen jedoch an Dune.

### Einspielergebnis
Ghostbusters: Legacy konnte das US-Startwochenende mit 44 Millionen US-Dollar eröffnen und erreichte damit Platz 1 der Kinocharts. Ein solider Start in unvorhersehbaren Pandemiezeiten, der mit weiteren 16 Millionen US-Dollar international die Erwartungen übertraf. Trotz vereinzelten Kinoschließungen und der Einführung der 2G-Regel wurde auch in Deutschland Platz 1 der Kinocharts mit 112.000 verkauften Karten erreicht. Nach einem generellen Besucherrückgang in den deutschen Kinos landete der Film in der zweiten Woche auf Platz 2.
In den USA verlief das Thanksgiving-Wochenende erfolgreich und das Einspielergebnis erhöhte sich auf 87 Millionen US-Dollar. Die 100-Millionen-US-Dollar-Marke wurde in der dritten Woche überschritten, was im Jahr 2021 nur zehn weiteren Filmen in den USA gelungen ist.
Nach der Veröffentlichung von Spider-Man: No Way Home setzte ein Besucherschwund ein und Ghostbusters: Legacy wurde aus mehr als 1.500 US-Kinos genommen. Auch in Deutschland fiel er nach 5 Wochen aus den Top 10 der Kinocharts. Bis zum 27. Februar 2022 wurden 321.106 Zuschauer gezählt.
Der Film spielte in Nordamerika mehr ein als im gesamten Ausland. Das nationale Einspielergebnis übertraf auch das der Neuverfilmung von 2016 (bei nicht inflationsbereinigten Zahlen).
Insgesamt hat Ghostbusters: Legacy 129 Millionen US-Dollar in den Vereinigten Staaten und Kanada, sowie 75 Millionen US-Dollar in anderen Territorien eingespielt, was einem weltweiten Gesamtergebnis von 204 Millionen US-Dollar entspricht. Sony-Vorsitzender Tom Rothman sprach von einer enorm erfolgreichen Wiederbelebung, sowohl in den Kinos als auch im Heimkino-Bereich.

### Medien
Ghostbusters: Legacy ist am 4. Januar 2022 in den USA als digitaler Download erschienen. Er erreichte die Spitze der Streaming-Charts auf iTunes und Vudu, zudem war er der meistgestreamte Film in Kanada und Großbritannien. TorrentFreak zufolge war er auch einer der am meisten raubkopierten Filme des Jahres 2022. Seit dem 1. Februar 2022 ist er auf 4K UHD/Blu-ray Disc und DVD erhältlich. In Deutschland kann man ihn seit dem 27. Januar 2022 als Video-on-Demand kaufen und ab dem 10. Februar 2022 ausleihen.
Die Free-TV-Premiere am 20. März 2024 im ZDF war an dem Tag das meistgesehene Programm nach 20:15 Uhr. Am 26. Oktober 2024 folgte eine erfolgreiche Ausstrahlung auf Sat.1.

### Fortsetzungen
In Interviews aus dem Jahr 2021 hofft Jason Reitman, dass Legacy als Grundlage für weitere Fortsetzungen bzw. Filme aus anderen Teilen der Welt dienen kann. Er habe bereits Ideen und schließt eine Rückkehr von Vigo aus Ghostbusters II nicht aus. Laut Ernie Hudson wurde schon vor dem Kinostart an einer Fortsetzung geschrieben. Im April 2022 bestätigte Sony Pictures die Arbeit an einer Filmfortsetzung. Diese wird in New York City spielen. Die Dreharbeiten wurden im Juni 2023 beendet und der Kinostart von Ghostbusters: Frozen Empire war am 21. März 2024.
Dan Aykroyd möchte mit einem Fernseh-Prequel namens Ghostbusters High zeigen, wie sich Venkman, Spengler und Stantz erstmals 1969 in New Jersey begegnen. Dem Bonusmaterial der Heimvideo-Medien (Ghostbusters: Ein Blick zurück) ist zu entnehmen, dass diese Idee aktuell nicht verfolgt wird.
Sony Pictures Animation hat eine Fernsehserie mit dem Titel Ghostbusters: Ecto Force angekündigt, die im Jahr 2050 spielen und mehrere Geisterjäger-Teams auf der ganzen Welt zeigen soll. Die Entwicklung erfolgt in Zusammenarbeit mit Netflix. Zudem werde ein Animationsfilm (Regie: Fletcher Moules) die Geisterjagd aus der Sicht eines Geistes zeigen. An beiden Projekten arbeitete Ivan Reitman mit, der am 12. Februar 2022 verstarb.
Das Videospiel Ghostbusters: Spirits Unleashed (2022) ist als „tertiärer Kanon“ eine Fortführung von Legacy.

## Sonstiges
- Es ist der erste Ghostbusters-Film ohne Slimer.[129]
- Der Name des dicken blauen Geists Muncher, der alle möglichen Gegenstände aus Metall frisst, geht auf das englische Verb to munch zurück, was ins Deutsche übersetzt „mampfen, fressen, geräuschvoll kauen“ bedeutet.
- Ghostbusters II gehört weiterhin zum Kanon. Referenzen sind der Buchladen Ray’s Occult Books,[130] zudem steht der Toaster vom Schleimtest in der Küche des Farmhauses.[131] Die Erklärung, warum Egon wieder das ursprüngliche Ghostbusters-Logo verwendete, könnte laut Jason Reitman in einer eventuellen Fortsetzung folgen.[132]
- Der Einsatzwagen der Geisterjäger ist ein Nachbau sowie ein Umbau von ECTO-1A aus dem zweiten Kinofilm.[133] Das Originalfahrzeug wurde restauriert.[134]
- Der richtige Name der Figur „Podcast“ wird im Film nicht genannt.[135]
- Es bleibt unbeantwortet, wer die Frau von Egon Spengler und wer der Ehemann von Callie Spengler war.[136]
- Die Schulklasse von Phoebe Spengler schaut sich die Horrorfilme Cujo von 1983 und Chucky – Die Mörderpuppe von 1988 auf VHS-Kassette im Unterricht an. Dabei beschreibt der Lehrer Grooberson die Stephen-King-Verfilmung Cujo mit dem Satz: „Stellt euch einfach Beethoven vor, der sich mit Tollwut ansteckt und anfängt, Kinder zu zerfleischen.“